# Нязепетровск
Нязепетровск (на руски: Нязепетровск) е град в Русия, административен център на Нязепетровски район, Челябинска област. Населението му към 1 януари 2018 година е 11 687 души.